# Leichtathletik-U23-Europameisterschaften 2025
Die 15. Leichtathletik-U23-Europameisterschaften fanden vom 17. bis 20. Juli 2025 im Fana Stadion in der norwegischen Stadt Bergen statt, womit die Veranstaltung erstmals in Norwegen stattfand.

## Ergebnisse

### Männer

#### 100 m
| Platz | Athlet                  | Land | Zeit (min) |
| ----- | ----------------------- | ---- | ---------- |
| 1     | Jeff Erius              | FRA  | 10,28      |
| 2     | Nsikak Ekpo             | NED  | 10,30      |
| 3     | Abel Jordán             | ESP  | 10,31      |
| 4     | Heiko Gussmann          | GER  | 10,39      |
| 5     | Junior Tardioli         | ITA  | 10,42      |
| 6     | Andrea Bernardi         | ITA  | 10,43      |
| 7     | Nikola Karamanolow      | BGR  | 10,47      |
| 8     | Emilio Gonzalez Rudolph | GER  | 10,63      |

Finale: 18. Juli 2025
Wind: −2,0 m/s

#### 200 m
| Platz | Athlet              | Land | Zeit (min) |
| ----- | ------------------- | ---- | ---------- |
| 1     | Blessing Afrifah    | ISR  | 20,64      |
| 2     | Damiano Dentato     | ITA  | 20,69      |
| 3     | Jaime Sancho        | ESP  | 20,76      |
| 4     | Erik Erlandsson     | SWE  | 20,80      |
| 5     | Timo Spiering       | NED  | 20,82 PB   |
| 6     | Filippo Cappelletti | ITA  | 20,85      |
| 7     | Linus Pihl          | SWE  | 20,90 PB   |
| 8     | Igor Bogaczyński    | POL  | 20,93      |

Finale: 19. Juli 2025
Wind: −0,7 m/s

#### 400 m
| Platz | Athlet            | Land | Zeit (min)     |
| ----- | ----------------- | ---- | -------------- |
| 1     | Jonas Phijffers   | NED  | 44,82 CR NU23R |
| 2     | Maksymilian Szwed | POL  | 45,28          |
| 3     | Brodie Young      | GBR  | 45,34 PB       |
| 4     | David García      | ESP  | 45,43 PB       |
| 5     | Felix Levasseur   | FRA  | 46,00          |
| 6     | Markel Fernández  | ESP  | 46,02 SB       |
| 7     | Florian Kroll     | GER  | 46,36          |
| 8     | Gerson Pozo       | ESP  | 46,53          |

Finale: 19. Juli 2025

#### 800 m
| Platz | Athlet                    | Land | Zeit (min) |
| ----- | ------------------------- | ---- | ---------- |
| 1     | Niels Laros               | NED  | 1:44,36    |
| 2     | Justin Davies             | GBR  | 1:44,97    |
| 3     | Giovanni Lazzaro          | ITA  | 1:44,98    |
| 4     | Francesco Pernici         | ITA  | 1:45,01    |
| 5     | Henry Jonas               | GBR  | 1:45,17    |
| 6     | Alexander Stepanov        | GER  | 1:45,32    |
| 7     | Ramon Wipfli              | SUI  | 1:45,78    |
| 8     | Thomas Marques de Andrade | FRA  | 1:45,95    |

Finale: 20. Juli 2025

#### 1500 m
| Platz | Athlet               | Land | Zeit (min) |
| ----- | -------------------- | ---- | ---------- |
| 1     | Stefan Nillessen     | NED  | 3:44,87    |
| 2     | Paul Anselmini       | FRA  | 3:45,35    |
| 3     | Filip Rak            | POL  | 3:45,42    |
| 4     | Anas Lagtiy Chaoudar | FRA  | 3:45,88    |
| 5     | Ferenc Soma Kovács   | HUN  | 3:46,23    |
| 6     | Martín Segurola      | ESP  | 3:46,81    |
| 7     | Simone Valduga       | ITA  | 3:47,20    |
| 8     | Teo Dabos            | FRA  | 3:48,35    |

Finale: 19. Juli 2025

#### 5000 m
| Platz | Athlet                  | Land | Zeit (min)  |
| ----- | ----------------------- | ---- | ----------- |
| 1     | Niels Laros             | NED  | 13:44,74    |
| 2     | Nicholas Griggs         | IRL  | 13:45,80    |
| 3     | Will Barnicoat          | GBR  | 13:46,11    |
| 4     | Kamil Herzyk            | POL  | 13:46,73    |
| 5     | Andreas Fjeld Halvorsen | NOR  | 13:47,52    |
| 6     | Jonathan Grahn          | SWE  | 13:47,98    |
| 7     | Imad El Goumri          | FRA  | 13:48,16    |
| 8     | Duarte Santos           | POR  | 13:48,28 PB |

19. Juli 2025

#### 10.000 m
| Platz | Athlet                   | Land | Zeit (min)  |
| ----- | ------------------------ | ---- | ----------- |
| 1     | Joel Ibler Lillesø       | DEN  | 29:05,45 PB |
| 2     | Jonathan Grahn           | SWE  | 29:05,49 PB |
| 3     | Jaime Migallon           | ESP  | 29:06,85    |
| 4     | Antonin Saint-Peyre      | FRA  | 29:08,69    |
| 5     | Gábor Karsai             | HUN  | 29:11,26 PB |
| 6     | Vegard Vesterhaug Warnes | NOR  | 29:11,69    |
| 7     | Nathan Houwaard          | NED  | 29:13,48 PB |
| 8     | Abdel Laadjel            | IRL  | 29:14,65    |

17. Juli 2025

#### 110 m Hürden
| Platz | Athlet              | Land | Zeit (s) |
| ----- | ------------------- | ---- | -------- |
| 1     | Enzo Diessl         | AUT  | 13,46    |
| 2     | Zeno van Neygen     | BEL  | 13,54 PB |
| 3     | Elie Bacari         | BEL  | 13,56    |
| 4     | Erwann Cinna        | FRA  | 13,58    |
| 5     | Theo Pedre          | FRA  | 13,60    |
| 6     | Manuel Mordi        | GER  | 13,65    |
| 7     | Joas van Hellemondt | NED  | 13,71    |
|       | Matthew Sophia      | NED  | DNF      |

Finale: 18. Juli 2025
Wind: −1,8 m/s

#### 400 m Hürden
| Platz | Athlet               | Land | Zeit (s)    |
| ----- | -------------------- | ---- | ----------- |
| 1     | Owe Fischer-Breiholz | GER  | 48,01 CR PB |
| 2     | İsmail Nezir         | TUR  | 48,33 PB    |
| 3     | Matic Ian Guček      | SVN  | 48,34 =NR   |
| 4     | Antti Sainio         | FIN  | 48,61 NR    |
| 5     | Jake Minshull        | GBR  | 49,18       |
| 6     | Simon Deschamps      | FRA  | 49,72       |
| 7     | Vittorio Ghedina     | ITA  | 49,85       |
| 7     | David Thid           | SWE  | 49,85       |

Finale: 19. Juli 2025

#### 3000 m Hindernis
| Platz | Athlet             | Land | Zeit (min)    |
| ----- | ------------------ | ---- | ------------- |
| 1     | Maciej Megier      | POL  | 8:20,17 CR PB |
| 2     | Stefan Nillessen   | NED  | 8:20,48 NU23R |
| 3     | Lourenço Rodrigues | POR  | 8:21,99 NU23R |
| 4     | Rubén Leonardo     | ESP  | 8:25,07 PB    |
| 5     | Carlos Ángel       | ESP  | 8:26,65 PB    |
| 6     | Robin Müller       | GER  | 8:29,38       |
| 7     | Pierre Boudy       | FRA  | 8:30,03       |
| 8     | Tomáš Habarta      | CZE  | 8:30,45       |

Finale: 20. Juli 2025

#### 4 × 100 m Staffel
| Platz | Land        | Athleten                                                                                              | Zeit (s)       |
| ----- | ----------- | --- | -------------- |
| 1     | Frankreich  | Maxime Rebierre Yoran Kabengele Kabala Mohammed Badru Jeff Erius im Vorlauf außerdem: Dejan Ottou     | 38,43 CR EU23R |
| 2     | Deutschland | Benedikt Thomas Wallstein Jan Eric Frehe Maurice Grahl Heiko Gussmann                                 | 38,80 SB       |
| 3     | Spanien     | Manuel Vilacha Abel Jordán Juan Carlos Castillo Marc Escandell im Vorlauf außerdem: Jaime Sancho      | 38,86 NU23R    |
| 4     | Slowenien   | Jernej Gumilar Jurij Beber Andrej Skočir Anej Čurin Prapotnik                                         | 38,99 NR       |
| 5     | Niederlande | Jafrailyson Acton Nsikak Ekpo Timo Spiering Matthew Sophia                                            | 39,17 SB       |
| 6     | Finnland    | Topi Huttunen Matias Ahtinen Valtteri Louko Rasmus Vehmaa                                             | 39,59          |
| 7     | Belgien     | Olivier Lifrange Cédric Verschueren Robbe Torfs Rendel Vermeulen im Vorlauf außerdem: Timber Huysmans | 39,73          |
|       | Schweiz     | Ramón Roppel Joël Csontos Mathieu Chèvre Jonathan Gou Gomez                                           | DNF            |

Finale: 20. Juli 2025

#### 4 × 400 m Staffel
| Platz | Land        | Athleten                                                                                           | Zeit (s)         |
| ----- | ----------- | -------------------------------------------------------------------------------------------------- | ---------------- |
| 1     | Spanien     | David García Ángel González Markel Fernández Gerson Pozo im Vorlauf außerdem: Sergio Plata         | 3:02,02 CR EU23R |
| 2     | Frankreich  | Felix Levasseurn Maxime Wassmer Benoît Moudio Priso Allan Lacroix                                  | 3:02,60 SB       |
| 3     | Deutschland | Thorben Finke Max Husemann Lukas Krappe Florian Kroll                                              | 3:02,83 NU23R    |
| 4     | Niederlande | Daan Kneppers Isaya Klein Ikkink Rens Altorf Jonas Phijffers im Vorlauf außerdem: Keenan Blake     | 3:02,89 NU23R    |
| 5     | Irland      | Andrew Egan Callum Baird Joe Doody David Mannion                                                   | 3:06,31 NU23R    |
| 6     | Italien     | Damiano Dentato Tommaso Boninti Federico Falsetti Luca Sito im Vorlauf außerdem: Dario Bressanello | 3:06,91          |
| 7     | Rumänien    | Alexandru Vochin Sorin Voinea Denis Toma Mario Dobrescu                                            | 3:07,33          |
| 8     | Belgien     | Jaron De Vriese Nils Romswinkel Tijs Bruyns Tibo Malumgré                                          | 3:08,47          |

Finale: 20. Juli 2025

#### 10.000 m Bahngehen
| Platz | Athlet             | Land | Zeit (min)  |
| ----- | ------------------ | ---- | ----------- |
| 1     | Mazlum Demir       | TUR  | 39:45,84 PB |
| 2     | Emiliano Brigante  | ITA  | 39:49,64    |
| 3     | Frederick Weigel   | GER  | 40:00,90 PB |
| 4     | Nicola Lomuscio    | ITA  | 40:90,25 PB |
| 5     | Mukola Ruschtschak | UKR  | 40:29,39 SB |
| 6     | Jaromír Morávek    | CZE  | 40:31,92 PB |
| 7     | Óscar Martínez     | ESP  | 40:58,84 PB |
| 8     | Georgios Kritoulis | GRC  | 41:31,91 PB |

20. Juli 2025

#### Hochsprung
| Platz | Athlet            | Land | Höhe (m) |
| ----- | ----------------- | ---- | -------- |
| 1     | Matteo Sioli      | ITA  | 2,30 PB  |
| 2     | Mikołaj Szczęsny  | POL  | 2,26 PB  |
| 3     | Melwin Lycke Holm | SWE  | 2,24 PB  |
| 4     | Kyrylo Luzenko    | UKR  | 2,19 SB  |
| 5     | Matyáš Cudlý      | CZE  | 2,19     |
| 6     | Federico Celebrin | ITA  | 2,19     |
| 7     | David González    | ESP  | 2,16     |
| 8     | Kimani Jack       | GBR  | 2,16     |

Finale: 20. Juli 2025

#### Stabhochsprung
| Platz | Athlet                 | Land | Höhe (m) |
| ----- | ---------------------- | ---- | -------- |
| 1     | Simone Bertelli        | ITA  | 5,70 PB  |
| 2     | Tristan Despres        | FRA  | 5,60     |
| 3     | Valters Kreišs         | LAT  | 5,60     |
| 4     | Anthony Ammirati       | FRA  | 5,60     |
| 5     | Justin Fournier        | SUI  | 5,45 PB  |
| 6     | Ismaila Sawaneh        | FRA  | 5,45     |
| 7     | Georgios Papanastasiou | GRC  | 5,30     |
| 7     | Juho Alasaari          | FIN  | 5,30     |
| 7     | Alexander Auer         | AUT  | 5,30     |

Finale: 19. Juli 2025

#### Weitsprung
| Platz | Athlet                  | Land | Weite (m)  |
| ----- | ----------------------- | ---- | ---------- |
| 1     | Erwan Konaté            | FRA  | 8,25 NU23R |
| 2     | Boschidar Sarabojukow   | BGR  | 8,21 SB    |
| 3     | Kasperi Vehmaa          | FIN  | 7,97 w     |
| 4     | Danylo Dubyna           | UKR  | 7,95 PB    |
| 5     | Mathis Vaitulukina      | FRA  | 7,93 PB    |
| 6     | Archie Yeo              | GBR  | 7,86 w     |
| 7     | Francesco Ettore Inzoli | ITA  | 7,82       |
| 8     | Matúš Blšták            | SVK  | 7,82 PB    |

Finale: 18. Juli 2025

#### Dreisprung
| Platz | Athlet                 | Land | Weite (m) |
| ----- | ---------------------- | ---- | --------- |
| 1     | Pablo Delgado          | ESP  | 16,55 PB  |
| 2     | Latschesar Waltschew   | BGR  | 16,48 PB  |
| 3     | Federico Lorenzo Bruno | ITA  | 16,47 w   |
| 4     | Alex Fabbri            | ITA  | 16,39 w   |
| 5     | Grigoris Nikolaou      | CYP  | 15,85     |
| 6     | Steven Freund          | GER  | 15,81     |
| 7     | Nikola Ilić            | SRB  | 15,64     |
| 8     | Pavel Halátek          | CZE  | 15,47     |

Finale: 20. Juli 2025

#### Kugelstoßen
| Platz | Athlet          | Land | Weite (m) |
| ----- | --------------- | ---- | --------- |
| 1     | Tizian Lauria   | GER  | 20,02     |
| 2     | Leo Zikovic     | SWE  | 19,47 PB  |
| 3     | Yannick Rolvink | NED  | 19,01     |
| 4     | Philipp Thomas  | GER  | 18,90     |
| 5     | Alexandr Mazur  | MDA  | 18,79     |
| 6     | Lasse Schulz    | GER  | 18,45     |
| 7     | Todor Petrow    | BGR  | 18,44 PB  |
| 8     | Ali Peker       | TUR  | 18,33     |

Finale: 19. Juli 2025

#### Diskuswurf
| Platz | Athlet                | Land | Weite (m) |
| ----- | --------------------- | ---- | --------- |
| 1     | Steven Richter        | GER  | 64,67     |
| 2     | Mika Sosna            | GER  | 63,42     |
| 3     | Marius Karges         | GER  | 62,20     |
| 4     | Mychajlo Brudin       | UKR  | 59,85 SB  |
| 5     | Dimitrios Pavlidis    | GRC  | 58,99     |
| 6     | Damian Rodziak        | POL  | 58,59     |
| 7     | Marcos Moreno         | ESP  | 58,07     |
| 8     | Konstantinos Bouzakis | GRC  | 55,26     |

Finale: 18. Juli 2025

#### Hammerwurf
| Platz | Athlet                 | Land | Weite (m)   |
| ----- | ---------------------- | ---- | ----------- |
| 1     | Iosif Kesidis          | CYP  | 74,87 NU23R |
| 2     | Georgios Papanastasiou | GRC  | 72,98       |
| 3     | Ioannis Korakidis      | GRC  | 72,51       |
| 4     | Jan Emberšič           | SVN  | 71,72 PB    |
| 5     | Max Lampinen           | FIN  | 70,71       |
| 6     | Lars Wolfisberg        | SUI  | 70,50       |
| 7     | Jakob Urbanč           | SVN  | 69,45       |
| 8     | Emre Çiftçi            | TUR  | 68,41       |

Finale: 20. Juli 2025

#### Speerwurf
| Platz | Athlet                 | Land | Weite (m) |
| ----- | ---------------------- | ---- | --------- |
| 1     | Artur Felfner          | UKR  | 81,14 SB  |
| 2     | Nick Thumm             | GER  | 80,74 PB  |
| 3     | Eemil Porvari          | FIN  | 79,88     |
| 4     | Jan Výška              | CZE  | 77,60 PB  |
| 5     | Máté Horváth           | HUN  | 75,17 PB  |
| 6     | Max Dehning            | GER  | 74,85     |
| 7     | Muhammet Hanifi Zengin | TUR  | 72,12     |
| 8     | Tuomas Närhi           | FIN  | 71,87     |

Finale: 19. Juli 2025

#### Zehnkampf
| Platz | Athlet                    | Land | Punkte  |
| ----- | ------------------------- | ---- | ------- |
| 1     | Andrin Huber              | SUI  | 8188 PB |
| 2     | Jeff Tesselaar            | NED  | 8108    |
| 3     | Antoine Ferranti          | FRA  | 8032    |
| 4     | Jonathan Hertwig-Ødegaard | NOR  | 8002 PB |
| 5     | Pol Ferrer                | ESP  | 7885 PB |
| 6     | Sammy Ball                | GBR  | 7817    |
| 7     | Adam Havlícek             | CZE  | 7790 PB |
| 8     | Zsombor Gálpál            | HUN  | 7715    |

17./18. Juli

### Frauen

#### 100 m
| Platz | Athletin                | Land | Zeit (s) |
| ----- | ----------------------- | ---- | -------- |
| 1     | Karolína Maňasová       | CZE  | 11,30    |
| 2     | Nia Wedderburn-Goodison | GBR  | 11,38    |
| 3     | Polyniki Emmanouilidou  | GRC  | 11,44    |
| 4     | Faith Akinbileje        | GBR  | 11,50    |
| 5     | Jolina Ernst            | GER  | 11,54    |
| 6     | Lucija Potnik           | SVN  | 11,56    |
| 7     | Aleksandra Piotrowska   | POL  | 11,61    |
| 8     | Gaya Bertello           | ITA  | 11,82    |

Finale: 18. Juli 2025
Wind: −1,3 m/s

#### 200 m
| Platz | Athletin               | Land | Zeit (s) |
| ----- | ---------------------- | ---- | -------- |
| 1     | Success Eduan          | GBR  | 22,74 SB |
| 2     | Henriette Jæger        | NOR  | 22,78 SB |
| 3     | Nora Lindahl           | SWE  | 22,92 SB |
| 4     | Fabienne Hoenke        | SUI  | 23,15    |
| 5     | Iris Caligiuri         | SUI  | 23,16 PB |
| 6     | Polyniki Emmanouilidou | GRC  | 23,25    |
| 7     | Magdalena Niemczyk     | POL  | 23,29    |
| 8     | Holly Okuku            | GER  | 23,32    |

Finale: 19. Juli 2025
Wind: −0,7 m/s

#### 400 m
| Platz | Athletin             | Land | Zeit (s) |
| ----- | -------------------- | ---- | -------- |
| 1     | Henriette Jæger      | NOR  | 49,74 CR |
| 2     | Yemi Mary John       | GBR  | 50,50 PB |
| 3     | Alexe Déau           | FRA  | 50,94 PB |
| 4     | Ana Prieto           | ESP  | 51,75 PB |
| 5     | Poppy Malik          | GBR  | 52,03    |
| 6     | Myrte van der Schoot | NED  | 52,21    |
| 7     | Elna Wester          | SWE  | 52,33    |
| 8     | Rebecca Grieve       | GBR  | 52,59    |

Finale: 19. Juli 2025

#### 800 m
| Platz | Athletin                 | Land | Zeit (min)    |
| ----- | ------------------------ | ---- | ------------- |
| 1     | Audrey Werro             | SUI  | 1:57,42 CR    |
| 2     | Rocio Arroyo             | ESP  | 1:59,18 NU23R |
| 3     | Abigail Ives             | GBR  | 1:59,77       |
| 4     | Georgia-Maria Despollari | GRC  | 2:00,92 NU23R |
| 5     | Julia Jaguscik           | POL  | 2:01,10 PB    |
| 6     | Ngalula Gloria Kabangu   | ITA  | 2:01,12 PB    |
| 7     | Nora Haugen              | NOR  | 2:01,60 PB    |
|       | Dilek Koçak              | TUR  | DNF           |

Finale: 19. Juli 2025

#### 1500 m
| Platz | Athletin         | Land | Zeit (min) |
| ----- | ---------------- | ---- | ---------- |
| 1     | Dilek Koçak      | TUR  | 4:08,79 SB |
| 2     | Adèle Gay        | FRA  | 4:08,89    |
| 3     | Eimear Maher     | IRL  | 4:09,54    |
| 4     | Mena Scatchard   | GBR  | 4:09,84    |
| 5     | Lilly Nägeli     | SUI  | 4:10,38 PB |
| 6     | Mia Barnett      | SUI  | 4:10,50    |
| 7     | Nel Vanopstal    | BEL  | 4:10,94 PB |
| 8     | Jolanda Kallabis | GER  | 4:11,49    |

Finale: 20. Juli 2025

#### 5000 m
| Platz | Athletin             | Land | Zeit (min) |
| ----- | -------------------- | ---- | ---------- |
| 1     | María Forero         | ESP  | 15:43,44   |
| 2     | Vanessa Mikitenko    | GER  | 15:51,97   |
| 3     | Anika Thompson       | IRL  | 15:56,80   |
| 4     | Julia David-Smith    | FRA  | 16:00,62   |
| 5     | Pia Schlattmanni     | GER  | 16:06,62   |
| 6     | Katarzyna Nowakowska | POL  | 16:13,00   |
| 7     | Jade le Corre        | FRA  | 16:14,20   |
| 8     | Liv Dinis            | SWE  | 16:14,95   |

20. Juli 2025

#### 10.000 m
| Platz | Athletin          | Land | Zeit (min)     |
| ----- | ----------------- | ---- | -------------- |
| 1     | Anika Thompson    | IRL  | 32:31,47 NU23R |
| 2     | Kira Weis         | GER  | 32:36,52 PB    |
| 3     | Carolina Schäfer  | GER  | 33:04,43 PB    |
| 4     | Nele Heymann      | GER  | 33:27,48 PB    |
| 5     | Merve Karakaya    | TUR  | 33:28,64 PB    |
| 6     | Greta Settino     | ITA  | 33:42,36       |
| 7     | Agate Caune       | LAT  | 33:47,08       |
| 8     | Cordula Lassacher | AUT  | 33:54,73 NU23R |

18. Juli 2025

#### 100 m Hürden
| Platz | Athletin         | Land | Zeit (s) |
| ----- | ---------------- | ---- | -------- |
| 1     | Alicja Sielska   | POL  | 12,91    |
| 2     | Anna Tóth        | HUN  | 13,02    |
| 3     | Tereza Čorejová  | SVK  | 13,05    |
| 4     | Natalia Szczęsna | POL  | 13,20    |
| 5     | Amira Never      | GER  | 13,22    |
| 6     | Lerato Pagès     | ESP  | 13,23    |
| 7     | Noor Koekelkoren | BEL  | 13,38    |
| 8     | Rosina Schneider | GER  | 13,71    |

Finale: 18. Juli 2025
Wind: −1,7 m/s

#### 400 m Hürden
| Platz | Athletin             | Land | Zeit (s)    |
| ----- | -------------------- | ---- | ----------- |
| 1     | Emily Newnham        | GBR  | 54,08 CR PB |
| 2     | Vanessa Baldé        | GER  | 55,36 PB    |
| 3     | Vivienne Morgenstern | GER  | 55,45 PB    |
| 4     | Moa Granat           | SWE  | 55,56       |
| 5     | Paulina Kubis        | POL  | 55,89       |
| 6     | Aada Aho             | FIN  | 56,13       |
| 7     | Yasmin Amaadacho     | GER  | 56,22       |
| 8     | Barbora Vanková      | CZE  | 56,34       |

Finale: 19. Juli 2025

#### 3000 m Hindernis
| Platz | Athletin               | Land | Zeit (min) |
| ----- | ---------------------- | ---- | ---------- |
| 1     | Ilona Mononen          | FIN  | 9:30,49    |
| 2     | Marta Serrano          | ESP  | 9:30,74    |
| 3     | Adia Budde             | GER  | 9:32,14 PB |
| 4     | Pelinsu Şahin          | TUR  | 9:37,35 PB |
| 5     | Emily Parker           | GBR  | 9:45,64    |
| 6     | Thea Charlotte Knutsen | NOR  | 9:52,93 PB |
| 7     | Gréta Varga            | HUN  | 9:53,34 SB |
| 8     | Ava O’Connor           | IRL  | 9:54,35    |

Finale: 19. Juli 2025

#### 4 × 100 m Staffel
| Platz | Land                   | Athletinnen | Zeit (s)    |
| ----- | ---------------------- | --- | ----------- |
| 1     | Vereinigtes Königreich | Nia Wedderburn-Goodison Kissiwaa Mensah Alyson Bell Success Eduan im Vorlauf außerdem: Faith Akinbileje Joy Eze | 42,92 CR    |
| 2     | Schweiz                | Chloé Rabac Emma van Camp Fabienne Hoenke Soraya Becerra im Vorlauf außerdem: Iris Caligiuri                    | 43,39 NU23R |
| 3     | Deutschland            | Viola John Holly Okuku Jolina Ernst Chelsea Kadiri                                                              | 43,75       |
| 4     | Niederlande            | Alyshia Kavehercy Britt de Blaauw Fenna Achterberg Isabel van den Berg                                          | 44,11       |
| 5     | Spanien                | Carla Cruz Elena Guiu Ivana Peralta Ericka Badeau Maseras                                                       | 44,27       |
| 6     | Portugal               | Rita Barbosa Beatriz Castelhano Lurdes Oliveira Joana Dias                                                      | 44,62       |
| 7     | Frankreich             | Nina Thevenin Amandine Estival Romane Colletin Grâce Tade                                                       | 44,81       |
|       | Polen                  | Aleksandra Piotrowska Inga Kanicka Magdalena Niemczyk Emilia Wójtowicz                                          | DSQ         |

Finale: 20. Juli 2025

#### 4 × 400 m Staffel
| Platz | Land                   | Athletinnen | Zeit (min)       |
| ----- | ---------------------- | --- | ---------------- |
| 1     | Vereinigtes Königreich | Rebecca Grieve Emily Newnham Poppy Malik Yemi Mary John im Vorlauf außerdem: Holly Mpassy Abigail Ives                            | 3:26,52 CR EU23R |
| 2     | Spanien                | Natalia Rojas Ana Prieto Berta Segura Rocio Arroyo im Vorlauf außerdem: Elisa Lorenzo                                             | 3:28,06 NU23R    |
| 3     | Frankreich             | Laure-Anne Faleme Lou-Anne Pouzancre-Hoyer Benedetta Kouakou Alexe Déau im Vorlauf außerdem: Léa Thery-Demarque Mathilde Descoux  | 3:28,37 NU23R    |
| 4     | Deutschland            | Lena Leege Vivienne Morgenstern Vanessa Baldé Anouk Krause-Jentsch im Vorlauf außerdem: Sabrina Heil Maja Schorr Yasmin Amaadacho | 3:28,66 SB       |
| 5     | Polen                  | Klaudia Osipiuk Martyna Guzowska Paulina Kubis Dominika Duraj im Vorlauf außerdem: Olivia Greiner                                 | 3:29,98 SB       |
| 6     | Norwegen               | Laura Tietje Johanna van der Veen Henriette Jæger Maren Bakke Amundsen Nora Haugen im Vorlauf außerdem: Selma Ims                 | 3:30,88 NU23R    |
| 7     | Schweiz                | Kaya Simasotchi Valentina Rosamilia Iris Caligiuri Audrey Werro im Vorlauf außerdem: Julin-Maria Dill                             | 3:31,88 SB       |
| 8     | Italien                | Clarissa Vianelli Zoe Tessarolo Camilla Rossi Alessia Seramondi                                                                   | 3:32,84          |

Finale: 20. Juli 2025

#### 10.000 m Bahngehen
| Platz | Athletin          | Land | Zeit (min)     |
| ----- | ----------------- | ---- | -------------- |
| 1     | Alexandrina Mihai | ITA  | 43:49,55 PB    |
| 2     | Ana Delahaie      | FRA  | 44:07,59 PB    |
| 3     | Giulia Gabriele   | ITA  | 44:19,31       |
| 4     | Sofia Fiorini     | ITA  | 44:57,05 PB    |
| 5     | Lucia Redondo     | ESP  | 45:37,40 SB    |
| 6     | Ema Klimentová    | CZE  | 45:41,33 PB    |
| 7     | Tiziana Spiller   | HUN  | 45:46,61 NU23R |
| 8     | Griselda Serret   | ESP  | 45:53,92       |

19. Juli 2025

#### Hochsprung
| Platz | Athletin           | Land | Höhe (m) |
| ----- | ------------------ | ---- | -------- |
| 1     | Angelina Topić     | SRB  | 1,95     |
| 2     | Engla Nilsson      | SWE  | 1,93     |
| 3     | Joana Herrmann     | GER  | 1,91 PB  |
| 4     | Styliana Ioannidou | CYP  | 1,91 PB  |
| 5     | Johanna Göring     | GER  | 1,84 =SB |
| 5     | Mia Guldteig Lien  | NOR  | 1,84 PB  |
| 7     | Merel Maes         | BEL  | 1,84     |
| 7     | Elisabeth Pihela   | EST  | 1,84     |

Finale: 19. Juli 2025

#### Stabhochsprung
| Platz | Athletin             | Land | Höhe (m) |
| ----- | -------------------- | ---- | -------- |
| 1     | Viktorie Ondrová     | CZE  | 4,45 PB  |
| 2     | Rugilė Miklyčiūtė    | LTU  | 4,35 NR  |
| 3     | Chiara Sistermann    | GER  | 4,35 =PB |
| 4     | Elise Russis         | FRA  | 4,30     |
| 5     | Nayah Cauvin         | FRA  | 4,30     |
| 6     | Zofia Gaborska       | POL  | 4,20     |
| 6     | Iliana Triantafyllou | GRC  | 4,20     |
| 8     | Miia Tillmann        | EST  | 4,10     |

Finale: 20. Juli 2025

#### Weitsprung
| Platz | Athletin           | Land | Weite (m) |
| ----- | ------------------ | ---- | --------- |
| 1     | Ramona Verman      | ROU  | 6,60 PB   |
| 2     | Samira Attermeyer  | GER  | 6,58 PB   |
| 3     | Ida Andrea Breigan | NOR  | 6,58      |
| 4     | Libby Buder        | GER  | 6,56 PB   |
| 5     | Anna Matuszewicz   | POL  | 6,45      |
| 6     | Liisa-Maria Lusti  | EST  | 6,45      |
| 7     | Plamena Mitkowa    | BGR  | 6,42      |
| 8     | Evelyn Yankey      | ESP  | 6,25      |

Finale: 20. Juli 2025

#### Dreisprung
| Platz | Athletin              | Land | Weite (m) |
| ----- | --------------------- | ---- | --------- |
| 1     | Alexia Dospin         | ROU  | 14,05 PB  |
| 2     | Clémence Rougier      | FRA  | 13,93 w   |
| 3     | Aleksandrija Mitrović | SRB  | 13,84     |
| 4     | Aljona Tschass        | UKR  | 13,75 PB  |
| 5     | Kadriye Dilek Durmuş  | TUR  | 13,58 PB  |
| 6     | Ruth Hildebrand       | GER  | 13,53 w   |
| 7     | Sedef Çevik           | TUR  | 13,44 PB  |
| 8     | Greta Brugnolo        | ITA  | 13,39 SB  |

Finale: 18. Juli 2025

#### Kugelstoßen
| Platz | Athletin              | Land | Weite (m) |
| ----- | --------------------- | ---- | --------- |
| 1     | Nina Ndubuisi         | GER  | 17,73     |
| 2     | Jolina Lange          | GER  | 17,04 PB  |
| 3     | Helena Kopp           | GER  | 16,90 PB  |
| 4     | Zuzanna Maślana       | POL  | 16,64     |
| 5     | Anastasia Dragomirova | GRC  | 16,09 PB  |
| 6     | Martina Mazurová      | CZE  | 16,04     |
| 7     | Katrin Brzyszkowská   | CZE  | 15,99     |
| 8     | Inés López            | ESP  | 15,94     |

Finale: 17. Juli 2025

#### Diskuswurf
| Platz | Athletin              | Land | Weite (m)   |
| ----- | --------------------- | ---- | ----------- |
| 1     | Inés López            | ESP  | 58,20 NU23R |
| 2     | Benedetta Benedetti   | ITA  | 56,98 PB    |
| 3     | Milina Wepiwé         | GER  | 56,82       |
| 4     | Katja Seng            | GER  | 53,46       |
| 5     | Hera Christensen      | ISL  | 53,44       |
| 6     | Ebba Salomonsson Lind | SWE  | 52,92       |
| 7     | Lucija Leko           | CRO  | 52,05       |
| 8     | Anna Gavigan          | IRL  | 51,16       |

Finale: 20. Juli 2025

#### Hammerwurf
| Platz | Athletin         | Land | Weite (m) |
| ----- | ---------------- | ---- | --------- |
| 1     | Aileen Kuhn      | GER  | 72,53 PB  |
| 2     | Nicola Tuthill   | IRL  | 70,90     |
| 3     | Valentina Savva  | CYP  | 70,22 NR  |
| 4     | Thea Löfman      | SWE  | 68,31     |
| 5     | Rachele Mori     | ITA  | 68,02     |
| 6     | Malin Garbell    | SWE  | 76,65     |
| 7     | Villő Viszkeleti | HUN  | 66,25 PB  |
| 8     | Jada Julien      | GER  | 66,06     |

Finale: 18. Juli 2025

#### Speerwurf
| Platz | Athletin            | Land | Weite (m) |
| ----- | ------------------- | ---- | --------- |
| 1     | Adriana Vilagoš     | SRB  | 62,41     |
| 2     | Petra Sičaková      | CZE  | 58,14     |
| 3     | Mirja Lukas         | GER  | 57,22     |
| 4     | Emilia Karell       | FIN  | 55,58     |
| 5     | Jenice Koller       | SUI  | 54,70 PB  |
| 6     | Malin Karell        | FIN  | 53,59     |
| 7     | Elizabeth Korczak   | GBR  | 53,03     |
| 8     | Inga Rabben Reimers | NOR  | 51,79     |

Finale: 19. Juli 2025

#### Siebenkampf
| Platz | Athletin              | Land | Punkte     |
| ----- | --------------------- | ---- | ---------- |
| 1     | Saga Vanninen         | FIN  | 6563 CR NR |
| 2     | Abigail Pawlett       | GBR  | 6320 PB    |
| 3     | Serina Riedel         | GER  | 6183       |
| 4     | Anastasia Dragomirova | GRC  | 6054 NU23R |
| 5     | Liana Trümpi          | SUI  | 5953       |
| 6     | Karla Schärfe         | DEN  | 5865       |
| 7     | Sofía Cosculluela     | ESP  | 5845       |
| 8     | Maëva Bastien         | FRA  | 5831       |

19./20. Juli 2025

## Medaillenspiegel
Die Platzierungen sind in der Grundeinstellung nach der Anzahl der gewonnenen Goldmedaillen sortiert, gefolgt von der Anzahl der Silber- und Bronzemedaillen (lexikographische Ordnung). Weisen zwei oder mehr Länder eine identische Medaillenbilanz auf, werden sie alphabetisch geordnet auf dem gleichen Rang geführt. Die Sortierung kann nach Belieben geändert werden.
| Medaillenspiegel (Endstand nach 44 Entscheidungen) | Medaillenspiegel (Endstand nach 44 Entscheidungen) | Medaillenspiegel (Endstand nach 44 Entscheidungen) | Medaillenspiegel (Endstand nach 44 Entscheidungen) | Medaillenspiegel (Endstand nach 44 Entscheidungen) | Medaillenspiegel (Endstand nach 44 Entscheidungen) |
| Platz                                              | Nation                                             | Gold                                               | Silber                                             | Bronze                                             | Gesamt                                             |
| -------------------------------------------------- | -------------------------------------------------- | -------------------------------------------------- | -------------------------------------------------- | -------------------------------------------------- | -------------------------------------------------- |
| 01                                                 | Deutschland                                        | 5                                                  | 9                                                  | 12                                                 | 26                                                 |
| 02                                                 | Vereinigtes Königreich                             | 4                                                  | 4                                                  | 3                                                  | 11                                                 |
| 03                                                 | Spanien                                            | 4                                                  | 3                                                  | 4                                                  | 11                                                 |
| 04                                                 | Niederlande                                        | 4                                                  | 3                                                  | 1                                                  | 8                                                  |
| 05                                                 | Frankreich                                         | 3                                                  | 6                                                  | 3                                                  | 12                                                 |
| 06                                                 | Italien                                            | 3                                                  | 3                                                  | 3                                                  | 9                                                  |
| 07                                                 | Polen                                              | 2                                                  | 2                                                  | 1                                                  | 5                                                  |
| 08                                                 | Schweiz                                            | 2                                                  | 1                                                  | 0                                                  | 3                                                  |
| 08                                                 | Tschechien                                         | 2                                                  | 1                                                  | 0                                                  | 3                                                  |
| 08                                                 | Türkei                                             | 2                                                  | 1                                                  | 0                                                  | 3                                                  |
| 11                                                 | Finnland                                           | 2                                                  | 0                                                  | 2                                                  | 4                                                  |
| 12                                                 | Serbien                                            | 2                                                  | 0                                                  | 1                                                  | 3                                                  |
| 13                                                 | Rumänien                                           | 2                                                  | 0                                                  | 0                                                  | 2                                                  |
| 14                                                 | Irland                                             | 1                                                  | 2                                                  | 2                                                  | 5                                                  |
| 15                                                 | Norwegen                                           | 1                                                  | 1                                                  | 1                                                  | 3                                                  |
| 16                                                 | Zypern                                             | 1                                                  | 0                                                  | 1                                                  | 2                                                  |
| 17                                                 | Dänemark                                           | 1                                                  | 0                                                  | 0                                                  | 1                                                  |
| 17                                                 | Israel                                             | 1                                                  | 0                                                  | 0                                                  | 1                                                  |
| 17                                                 | Österreich                                         | 1                                                  | 0                                                  | 0                                                  | 1                                                  |
| 17                                                 | Ukraine                                            | 1                                                  | 0                                                  | 0                                                  | 1                                                  |
| 21                                                 | Schweden                                           | 0                                                  | 3                                                  | 2                                                  | 5                                                  |
| 22                                                 | Bulgarien                                          | 0                                                  | 2                                                  | 0                                                  | 2                                                  |
| 23                                                 | Griechenland                                       | 0                                                  | 1                                                  | 2                                                  | 3                                                  |
| 24                                                 | Belgien                                            | 0                                                  | 1                                                  | 1                                                  | 2                                                  |
| 25                                                 | Litauen                                            | 0                                                  | 1                                                  | 1                                                  | 2                                                  |
| 25                                                 | Ungarn                                             | 0                                                  | 1                                                  | 1                                                  | 2                                                  |
| 25                                                 | Lettland                                           | 0                                                  | 0                                                  | 1                                                  | 1                                                  |
| 25                                                 | Portugal                                           | 0                                                  | 0                                                  | 1                                                  | 1                                                  |
| 25                                                 | Slowakei                                           | 0                                                  | 0                                                  | 1                                                  | 1                                                  |
| 25                                                 | Slowenien                                          | 0                                                  | 0                                                  | 1                                                  | 1                                                  |
| Total                                              | Total                                              | 44                                                 | 45                                                 | 43                                                 | 132                                                |